# Histoire philatélique et postale du Tchad

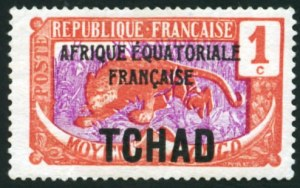
Un timbre français colonial surimprimé Tchad

L'histoire postale du Tchad a d'abord été liée à celle de l'Empire colonial français, et plus particulièrement à celle de l'Afrique-Équatoriale française (A.E.F.). (Pour la notion d'"histoire postale" en philatélie., cf. Histoire postale (Données générales)).
Les premiers timbres portant le nom de ce territoire ont été ceux de l'Oubangui-Chari-Tchad émis à partir de 1915. Auparavant les bureaux du Tchad avaient utilisé les timbres du "Congo français" (dénomination initiale de la future "A.E.F.").
À partir de 1958, ce pays, d'abord autonome, puis indépendant émet ses propres timbres, en utilisant jusqu'à la fin des années 1960 des timbres créés par les dessinateurs et graveurs français du Bureau d'études des postes et télécommunications d'outre-mer (BEPTOM).

## Histoire postale coloniale du Tchad
Cette histoire a commencé au fur et à mesure de la conquête du Tchad, à partir de l'arrivée, en 1899, de l'explorateur Emile Gentil. Après un premier traité de protectorat avec le Sultan de Baguirmi, trois colonnes françaises venues d'Algérie (Foureau-Lamy), du Soudan (Meynier) et du Tchad même (Gentil) réussissent à battre Rabah à trois reprises. Un "Territoire militaire des pays et protectorats du Tchad" est alors instauré et va être rattaché provisoirement, en 1906 au gouvernement de l'Oubangui-Chari. La période allant de 1901 à 1920 est une période de combats pour la soumission successive des différents sultanats (Ouaddaï, Massali, Borkou, etc.), situés sur ce qui va devenir en 1920 la colonie du Tchad.
- Les premiers plis connus de ce territoire, bien avant l'émission de ses premiers timbres, ont été des lettres en franchise militaire de soldats français expédiées par porteurs jusqu'au Gabon, entre 1900 et 1903, et postées à Libreville, dont elles portent le cachet de départ pour la poursuite de leur trajet jusqu'en métropole. 
- Lorsque le courrier civil commence à apparaître, le Territoire militaire du Tchad, lié à la colonie du Congo français (Dénomination initiale de la future A.E.F.), va d'abord utiliser les timbres propres à cette colonie.
- Puis, de 1915 à 1922, ce territoire rattaché provisoirement à l'Oubangui-Chari va utiliser des timbres du Moyen-Congo surchargés « OUBANGUI-CHARI-TCHAD ». 
Les surcharges changent après la transformation du Tchad en colonie à part entière, le 17 mars 1920: La colonie du Tchad émet en 1922 des timbres du Moyen-Congo pourvus des nouvelles surcharges « TCHAD », puis « TCHAD et AFRIQUE EQUATORIALE FRANÇAISE ». Seuls les deux séries de timbres-taxes de 1930 vont être des timbres émis spécialement pour le Tchad ; tous les autres timbres sont des timbres d'une autre colonie surchargés. Ces deux séries de timbres-taxes représentent un village de paillotes pour les valeurs de 5 c. à 60 c., et une pirogue sur le lac de 1 à 3 francs.
Par la suite, de 1936 à 1958, des timbres communs à toute l'Afrique-Équatoriale française ont été mis en service simultanément  au Moyen-Congo, au Gabon, en Oubangui-Chari et au Tchad.
En 1935, un traité international avait été signé entre la France et l'Italie pour transférer à ce pays, conformément à une promesse faite à ce pays en 1915, la bande d'Aouzou située à la limite de la Libye italienne et du Tchad. Mais cet accord n'ayant pas été ratifié par la France, l'Italie, fatiguée d'attendre cette ratification avait dénoncé le traité en 1938, et la bande d'Aouzou, étant resté française, avait continué à utiliser les timbres d'A.E.F. sur son très rare courrier.
En 1940, la colonie du Tchad fut la première d'Afrique équatoriale à se rallier à la France Libre, à l'initiative de son gouverneur Eboué (cf. France libre). Ce ralliement a donc été à l'origine des surcharges patriotiques "Libre" ou "Afrique Française Libre" alors apposées non seulement sur son territoire, mais aussi dans toute l'A.E.F.
Par la suite, ce fut au Tchad que se prépara la colonne Leclerc pour sa conquête du Fezzan, de sorte que le Tchad fut aussi à l'origine des surcharges françaises libres du Fezzan sur les timbres de Libye.

## Histoire postale de l'État tchadien
Autonome au sein de l'éphémère "Communauté Française" de 1958, puis indépendant, le Tchad émet son premier timbre sans la mention RF (pour République française) en 1959. Ses timbres-poste portent depuis la mention « République du Tchad ».
Les premiers timbres du Tchad sont sans mention « RF » (pour République française) et illustrent l'autonomie acquise par la colonie au sein de la Communauté française. Ce furent les trois émissions suivantes :
- 15 francs fleur de coton, pêcheurs sur le lac Tchad et tête d'antilope, 1959 ;
- 25 francs « Solidarité de la Communauté », carte d'Europe et d'Afrique sur laquelle la France et le Tchad sont reliés par deux colombes blanche et noire, 1959 ;
- 50 francs émission conjointe pour le « 10e anniversaire de la Commission de coopération technique en Afrique au sud du Sahara », 1960.

L'indépendance de 11 août 1960 est marquée seulement en 1961 par une série de trois timbres au moment de l'admission du pays à l'ONU : carte, drapeau et devise du Tchad (« Unité - Travail - Progrès ») côtoyant le blason de l'organisation. Jusqu'en 1963, les timbres du BEPTOM illustrent cette indépendance : la série de 13 valeurs des animaux et paysages tchadiens, jeux sportifs africains en 1962 et portrait du président François Tombalbaye.
Pendant les années 1960, le BEPTOM prépare des timbres pour la poste du Tchad. En plus des émissions conjointes avec les autres pays de l'Afrique francophone et des territoires d'outre-mer français, les figurines représentent :
- souvent la carte du Tchad ;
- des métiers, objets traditionnels, animaux ou paysages tchadiens ;
- des anniversaires d'organisations internationales auxquelles le Tchad a adhéré avec l'indépendance.

À partir de 1969, la poste tchadienne fait appel à des imprimeurs privés qui développent des émissions en héliogravure sur des thèmes très divers - et parfois ayant peu de liens avec le pays émetteur : les deux premières séries de ce type montrent ainsi les médaillés d'or des Jeux olympiques de Mexico et des tableaux de maîtres. Noter l'émission, en 1969, d'un timbre-or pour célébrer la mission Apollo. Ces timbres permettent d'attirer les philatélistes collectionnant par thèmes.
Les sujets politiques sont assez présents :
- portraits du président de la République du Tchad,
- visite du président de la République française,
  - dont le timbre du voyage de Georges Pompidou en 1972 unissant les cartes de France et du Tchad en une seule forme rappelant celle de la France,
- dans les années 1980, la lutte victorieuse contre la Libye dans la région septentrionale de la bande d'Aouzou, sur laquelle Khadafi avait repris les prétentions de Mussolini.
  - en 1985, un timbre montre sur fond de carte du pays, une main qui protège la bande d'Aouzou des griffes animales venant du nord (comprendre la Libye).
  - il existe un grand nombre de faux timbres du Tchad, émis surtout entre 1972 et 1994, et non reconnus par l'U.P.U. (Union Postale Universelle), et l'État tchadien lui-même : plus de 200 timbres sont concernés, dont une série sur papier cartonné sur les rois et reines de France.